# 美しい地球
「美しい地球」（うつくしいまち）は、辛島美登里の15枚目のシングル。1992年（平成4年）10月21日発売。発売元はファンハウス。

## 概要
- 5枚目のスタジオアルバム「BEAUTIFUL」の先行シングルとして発売された。
- カップリングは、フジテレビ系列で1992年4月16日から6月25日まで放送された「木曜劇場」枠のドラマ「ジュニア・愛の関係」[1]の主題歌としてヤン・スギョンが歌った曲のセルフカバーである。

## トラック
1. 美しい地球 (4:36)
作詞・作曲：辛島美登里、編曲：佐藤準
2. いつかきっと微笑みへ (5:53)
作詞・作曲：辛島美登里、編曲：佐藤準

## 関連作品
- BEAUTIFUL
- SILENT EVE〜BALLAD SELECTION〜（美しい地球）
- Singles（美しい地球）
- Smile and Tears〜涙が虹にかわる瞬間〜（美しい地球）
- ゴールデン☆ベスト（美しい地球）

## 参加ミュージシャン
- Drums : Hideo Yamaki（M1）,Jun Aoyama（M2）
- Bass : Chiharu Mikuzuki（M1,M2）
- Electric Guitar : Tsuyoshi Kon（M1,M2）,Shigeru Suzuki（M2）
- Acoustic Guitar : Toshiaki Usui（M2）
- Keyboards : Yoshihiro Tomonari（M1）,Jun Satoh（M1,M2）
- Synthesizer Programmer : Keishi Urata（M1,M2）,Hiroyuki Suzuki（M1）
- African Marimba : Hideo Yamaki（M1）